# Yevhen Selin
Yevhen Serhiyovych Selin (pronunciación en ucraniano: /Євген Сергійович Селін/; Novoaidar, Unión Soviética; 9 de mayo de 1988) es un futbolista ucraniano que juega en la posición de defensor y su actual equipo es el LNZ Cherkasy de la Liga Premier de Ucrania. Ha sido internacional con la selección ucraniana en 16 ocasiones.
En marzo de 2022, durante la batalla de Chernígov, ayudó a recaudar fondos para la población civil de la ciudad de Chernígov.

## Selección nacional

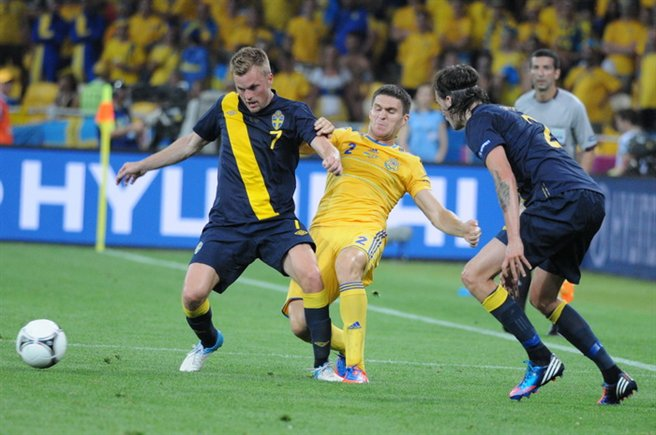
Yevhen Selin (centro) jugando para Ucrania durante la Eurocopa 2012.

Selin disputó nueve encuentros con la selección ucraniana sub-21. El 7 de octubre de 2011, hizo su debut con la selección absoluta en un amistoso internacional ante Bulgaria. Anotó su primer gol en dicho partido que ganaron los ucranianos por 3-0. Formó parte de la plantilla que disputó la Eurocopa 2012. Jugó los tres partidos que disputó Ucrania en dicho certamen, quedando eliminados en primera fase.

### Participaciones en Eurocopas
| Copa          | Sede              | Resultado    | Partidos | Goles |
| ------------- | ----------------- | ------------ | -------- | ----- |
| Eurocopa 2012 | Polonia · Ucrania | Primera fase | 3        | 0     |

### Goles internacionales
| N.º | Fecha                | Lugar                           | Rival    | Gol | Resultado | Competición      |
| --- | -------------------- | ------------------------------- | -------- | --- | --------- | ---------------- |
| 1   | 7 de octubre de 2011 | Estadio Lobanovsky Dynamo, Kiev | Bulgaria | 1–0 | 3–0       | Partido amistoso |

## Estadísticas

### Clubes
| Club                          | Temporada     | Div.          | Liga  | Liga  | Copa  | Copa  | Internacional | Internacional | Otros | Otros | Total | Total |
| Club                          | Temporada     | Div.          | Part. | Goles | Part. | Goles | Part.         | Goles         | Part. | Goles | Part. | Goles |
| ----------------------------- | ------------- | ------------- | ----- | ----- | ----- | ----- | ------------- | ------------- | ----- | ----- | ----- | ----- |
| Metalist Kharkiv · Ucrania    | 2008-09       | 1.ª           | 2     | 0     | 0     | 0     | 0             | 0             | 0     | 0     | 2     | 0     |
| Metalist Kharkiv · Ucrania    | 2009-10       | 1.ª           | 6     | 0     | 0     | 0     | 0             | 0             | 0     | 0     | 6     | 0     |
| Vorskla Poltava · Ucrania     | 2010-11       | 1.ª           | 29    | 2     | 0     | 0     | 0             | 0             | 0     | 0     | 29    | 2     |
| Vorskla Poltava · Ucrania     | 2011-12       | 1.ª           | 29    | 3     | 0     | 0     | 11            | 0             | 0     | 0     | 40    | 3     |
| Vorskla Poltava · Ucrania     | 2012-13       | 1.ª           | 16    | 1     | 1     | 0     | 0             | 0             | 0     | 0     | 17    | 1     |
| Dinamo de Kiev · Ucrania      | 2012-13       | 1.ª           | 6     | 0     | 0     | 0     | 0             | 0             | 0     | 0     | 6     | 0     |
| Dinamo de Kiev · Ucrania      | 2013-14       | 1.ª           | 10    | 0     | 1     | 0     | 0             | 0             | 0     | 0     | 0     | 0     |
| Dinamo de Kiev · Ucrania      | 2014-15       | 1.ª           | 2     | 0     | 0     | 0     | 1             | 0             | 0     | 0     | 3     | 0     |
| Metalist Kharkiv · Ucrania    | 2014-15       | 1.ª           | 11    | 0     | 1     | 0     | 0             | 0             | 0     | 0     | 12    | 0     |
| AO Platanias · Grecia         | 2015-16       | 1.ª           | 27    | 1     | 3     | 0     | 0             | 0             | 0     | 0     | 30    | 1     |
| Asteras Tripolis · Grecia     | 2016-17       | 1.ª           | 18    | 0     | 3     | 0     | 0             | 0             | 0     | 0     | 21    | 0     |
| Asteras Tripolis · Grecia     | 2017-18       | 1.ª           | 11    | 0     | 3     | 0     | 0             | 0             | 0     | 0     | 14    | 0     |
| MTK Budapest · Hungría        | 2018-19       | 1.ª           | 27    | 1     | 0     | 0     | 1             | 0             | 0     | 0     | 28    | 1     |
| Anorthosis Famagusta Chipre   | 2019-20       | 1.ª           | 20    | 1     | 4     | 0     | 0             | 0             | 0     | 0     | 24    | 1     |
| Anorthosis Famagusta Chipre   | 2020-21       | 1.ª           | 11    | 1     | 1     | 0     | 1             | 0             | 0     | 0     | 13    | 1     |
| Desna Chernihiv · Ucrania     | 2021-22       | 1.ª           | 15    | 0     | 1     | 0     | 0             | 0             | 0     | 0     | 16    | 0     |
| Chornomorets Odessa · Ucrania | 2022-23       | 1.ª           | 9     | 1     | 0     | 0     | 0             | 0             | 0     | 0     | 9     | 1     |
| Total carrera                 | Total carrera | Total carrera | 248   | 11    | 18    | 0     | 14            | 0             | 0     | 0     | 270   | 11    |
| 1.                            |               |               |       |       |       |       |               |               |       |       |       |       |

### Selección nacional
| Selección          | Año   | Partidos | Goles |
| ------------------ | ----- | -------- | ----- |
| Sub-21 · Ucrania   |       |          |       |
| 2009               | 9     | 0        |       |
| Total              | Total | 9        | 0     |
| Absoluta · Ucrania |       |          |       |
| 2011               | 4     | 1        |       |
| 2012               | 7     | 0        |       |
| 2013               | 0     | 0        |       |
| 2014               | 5     | 0        |       |
| Total              | Total | 16       | 1     |
| Fuente:            |       |          |       |

## Palmarés

### Títulos nacionales
| Título                  | Club                 | País    | Año     |
| ----------------------- | -------------------- | ------- | ------- |
| Copa de Ucrania         | Dinamo de Kiev       | Ucrania | 2013-14 |
| Liga Premier de Ucrania | Dinamo de Kiev       | Ucrania | 2014-15 |
| Copa de Ucrania         | Dinamo de Kiev       | Ucrania | 2014-15 |
| Copa de Chipre          | Anorthosis Famagusta | Chipre  | 2020-21 |